# Avibase
Avibase es una base de datos taxonómica en línea que organiza los datos taxonómicos y de distribución de aves a nivel mundial. En su esencia, la base de datos se basa en la noción de conceptos taxonómicos. En lugar de nombres taxonómicos, Avibase incorpora y organiza datos taxonómicos de las principales editoriales taxonómicas de aves (The Clements Checklist of Birds of the World, Handbook of the Birds of the World, BirdLife International, IOC Checklisty Howard and Moore Complete Checklist of the Birds of the World), y otras fuentes regionales (por ejemplo, todas las ediciones de la American Ornithological Society Checklist of North American Birds desde 1886). Los conceptos taxonómicos de más de 230 fuentes taxonómicas diferentes han sido mapeados y referenciados con los conceptos de Avibase.
El sitio web también ofrece listas de control para más de 20,000 regiones geográficas del mundo, páginas de especies con información taxonómica y sinónimos, y herramientas para que los observadores mantengan sus propios avistamientos y obtengan informes (por ejemplo, un mapa que muestra los países o los puntos de acceso de eBird con el número de especies objetivo que faltan en una de sus listas de vida).

## Historia y propósito
Avibase ha sido creada y es mantenida por Denis Lepage, actual director senior de ciencia y tecnología de datos en Birds Canada. Los datos contenidos en Avibase se han recopilado a partir de 1991. El sitio web de Avibase se puso en marcha en junio de 2003 y ha sido alojado por Birds Canada (antes Bird Studies Canada) desde su creación.

## Características
Conceptos taxonómicos: la base de datos está organizada principalmente en torno a una tabla de conceptos taxonómicos únicos. Cada concepto representa una circunscripción biológica única y se le ha asignado un ID alfanumérico único llamado Avibase ID. Los ID de Avibase permiten el seguimiento de conceptos taxonómicos congruentes entre las fuentes de publicación. Hay aproximadamente 58,000 conceptos taxonómicos únicos descritos en Avibase. Estos incluyen conceptos tradicionalmente reconocidos como especies y subespecies, pero también otras agrupaciones taxonómicas (grupos de subespecies), varios tratamientos taxonómicos alternativos reconocidos históricamente, y otros conceptos que representan híbridos, polimorfismo y formas inválidas o dudosas.
Datos de nomenclatura: cada nombre científico se describe también para incluir los datos de citación y el nombre asociado a la descripción original. En Avibase se han registrado aproximadamente 48,000, y también están disponibles varios tipos de sinónimos.
Las listas de verificación de especies regionales: existen listas de especies regionales para más de 20,000 regiones del mundo. Esto incluye todos los países, territorios y dependencias, y la mayoría de las regiones definidas en los estratos subnacionales de GADM, como provincias, estados, prefecturas, condados, departamentos, municipios y distritos (niveles 1 y 2 de GADM), así como más de 2,500 islas. Las listas regionales están disponibles en varios formatos taxonómicos y también pueden incorporar nombres comunes en varios idiomas. Los datos para las listas de control regionales proceden de un gran número de fuentes, como el conjunto de datos EBD de eBird y foros como el Global Rare Bird Alert de Facebook.
Los nombres comunes y sinónimos: están disponibles en 271 idiomas diferentes y variantes regionales, y hay 21 idiomas que tienen una cobertura superior al 85 % de las especies con un nombre común conocido.
MyAvibase: lanzada en 2013, proporciona herramientas gratuitas para los usuarios que desean mantener sus listas de vida y generar informes centrados en la búsqueda de especies objetivo que el observador aún no ha visto (dónde ir, qué ver, cuándo ir, cuánto tiempo visitar), o estadísticas regionales generales (por ejemplo, número total de especies por país).

## Uso de la información de la base de datos
Avibase se utiliza como fuente de datos en muchas publicaciones web y revisadas por pares. Por ejemplo, a menudo se utiliza como fuente principal en Wikipedia. También se ha citado, y sus datos han sido utilizados, en más de 600 publicaciones, particularmente en los campos de la ecología,la conservación,la parasitología, la salud humana,la taxonomíay bioinformática.
Los identificadores de Avibase se utilizan para resolver ambigüedades en los nombres científicos de las aves, y han sido adoptados por la Lista de verificación de aves de América del Norte de la AOS,y están disponibles en el proyecto de taxón de Wikidata. Avibase también se utiliza como referencia para la información taxonómica por grupos de investigación como la base de datos de investigación de influenza (Influenza Research Database).